# 1405 Sibelius
1405 Sibelius је астероид главног астероидног појаса. Приближан пречник астероида је 12,18 ,
а средња удаљеност астероида од Сунца износи 2,251 астрономских јединица (АЈ).
Инклинација (нагиб) орбите у односу на раван еклиптике је 7,036 степени, а орбитални период износи 1233,572 дана (3,377 године). Ексцентрицитет орбите астероида износи 0,146.
Апсолутна магнитуда астероида износи 12,30 а геометријски албедо 0,143.
Астероид је откривен 12. септембра 1936. године.